# Сохаг
Сохаг (арап. سوهاج) је град у Египту у гувернорату Сохаг. Према процени из 2008. у граду је живело 193.931 становника.

## Становништво
Према процени, у граду је 2008. живело 193.931 становника.
| 1986.   | 1996.   | 2006.   |
| ------- | ------- | ------- |
| 132.649 | 170.125 | 189.695 |